# Direitos LGBT na Índia
Os direitos de lésbicas, gays, bissexuais e transgêneros (LGBT) na Índia têm evoluído rapidamente nos últimos anos. No entanto, os cidadãos LGBT indianos ainda enfrentam certas dificuldades sociais e jurídicas não experimentadas por pessoas não LGBT. O país revogou suas leis da era colonial que discriminavam diretamente as identidades homossexuais e transgêneros e também interpretou explicitamente o Artigo 15 da Constituição para proibir a discriminação com base na orientação sexual e identidade de gênero. Mas muitas proteções legais não foram fornecidas, incluindo o casamento entre pessoas do mesmo sexo.

## História
Em vigor desde 1860, a Seção 377 do Código Penal Indiano considerava crime qualquer tipo de relação homossexual
(em particular a sodomia), com punições de até 10 anos de prisão para quem mantivesse relações homossexuais. Em julho de 2009
o Alto Tribunal anula esta seção do código penal por considerá-la uma “violação dos direitos fundamentais” da Constituição. 
Tal decisão foi criticada por grupos religiosos, que apresentaram recurso ao Supremo Tribunal do país, que em 2013 restituiu a Seção 377 por considerar que "cabe ao parlamento legislar sobre o tema", surpreendendo ativistas da causa LGBT não apenas na Índia, mas em todo o mundo. No dia 6 de setembro de 2018, a Suprema Corte indiana decidiu descriminalizar o ato homossexual, dando fim à lei de quase 160 anos que criminalizava tal atividade.

## Transgênero
Apesar da polêmica com relação aos direitos LGBT, em Abril de 2014 o Supremo Tribunal da Índia tomou uma decisão histórica e reconheceu transgêneros como um terceiro gênero com direitos reconhecidos e tratamento igualitário. Conceder direitos as pessoas transgênero na Índia é, de certa forma mais aceitável, do que descriminalizar a homossexualidade, pois em sua cultura e literatura existem diversos
personagens transexuais, como os Hijras.